# Neivamyrmex andrei
Neivamyrmex andrei är en myrart som först beskrevs av Carlo Emery 1901.  Neivamyrmex andrei ingår i släktet Neivamyrmex och familjen myror. Inga underarter finns listade i Catalogue of Life.

## Bildgalleri

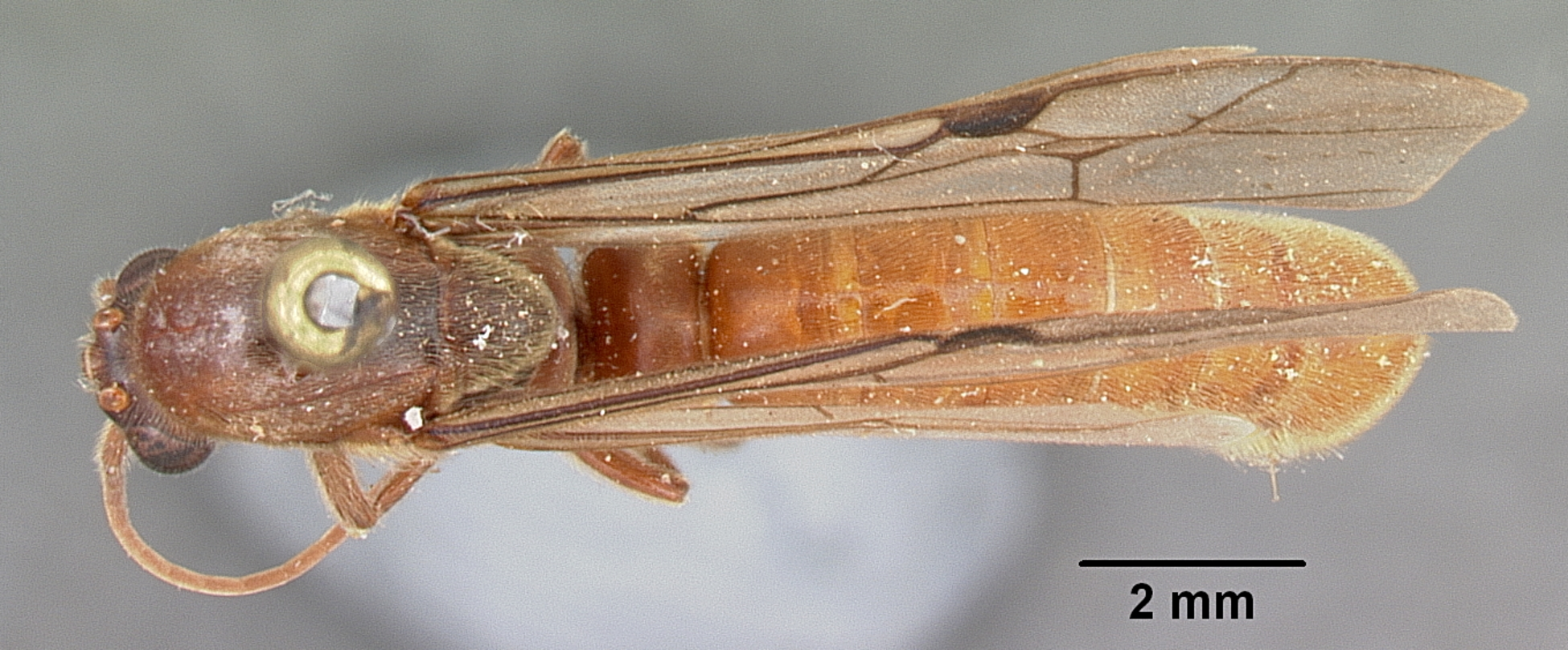
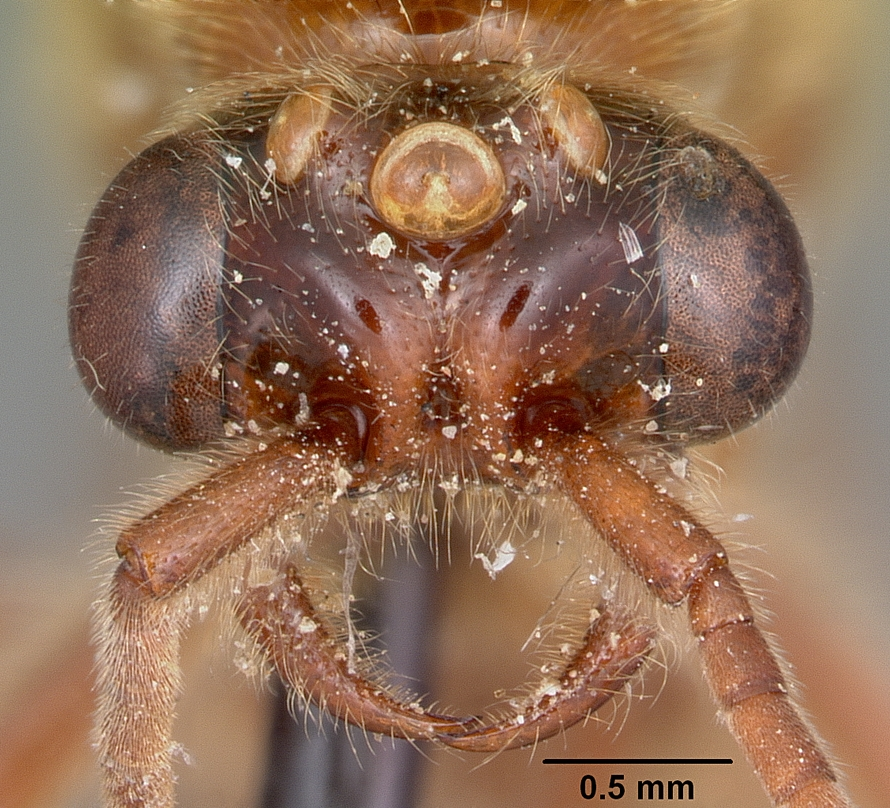
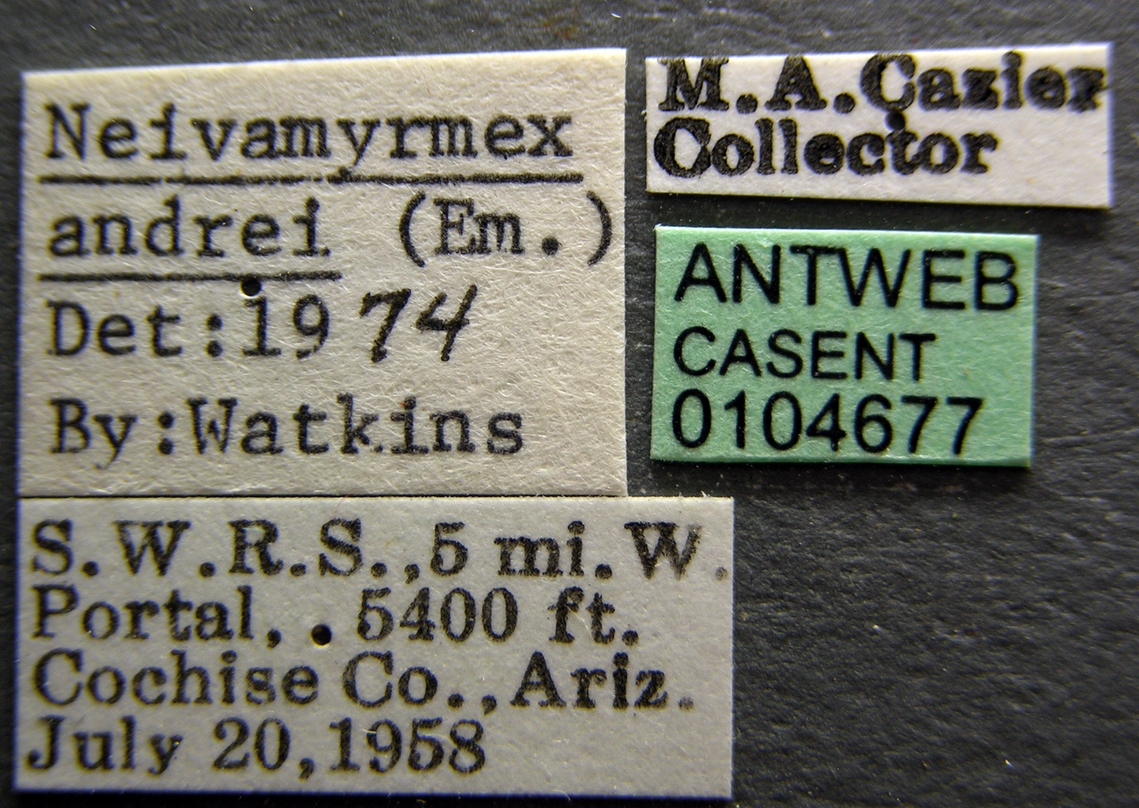
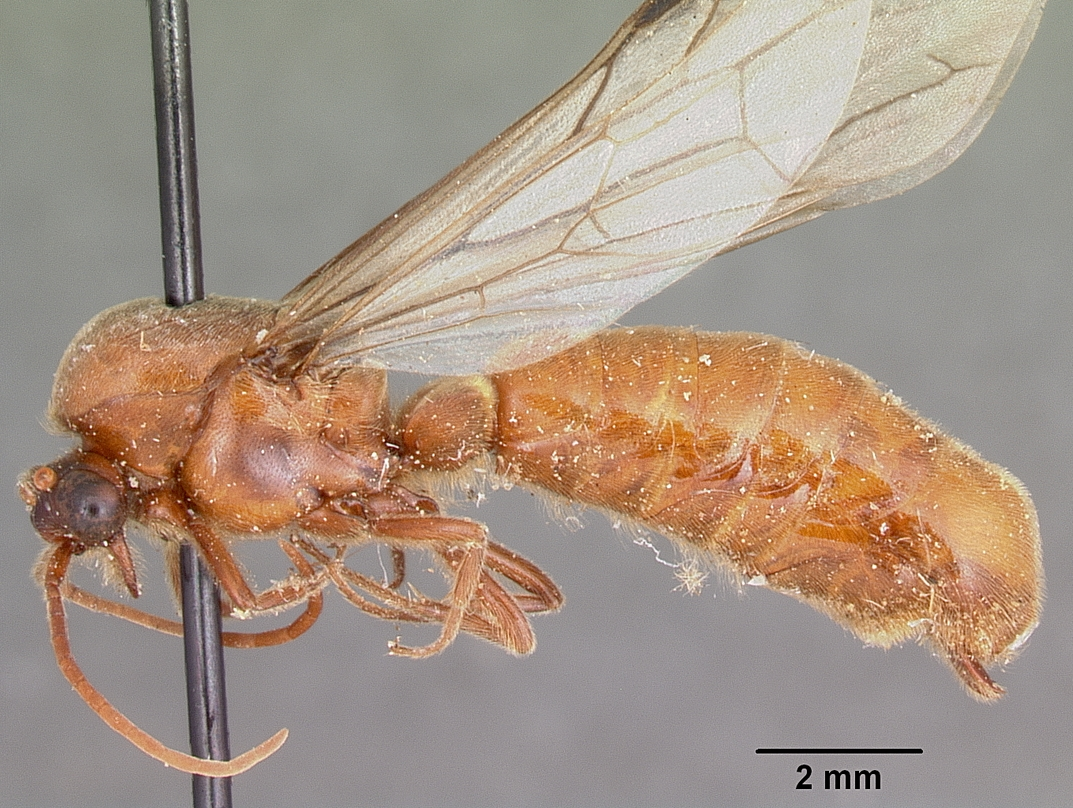
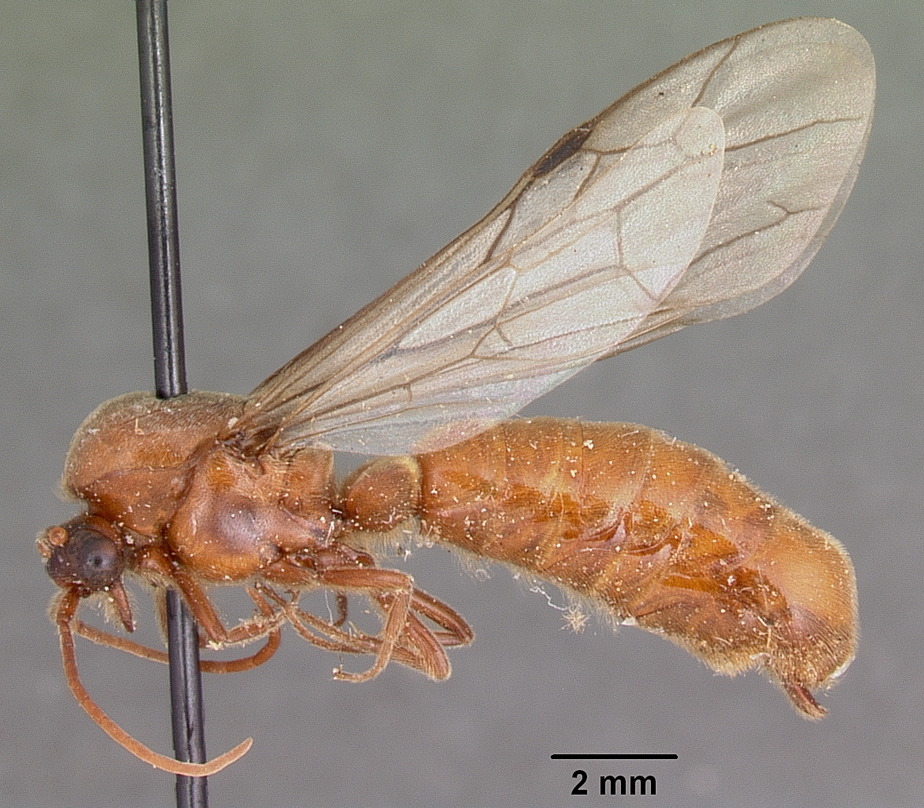
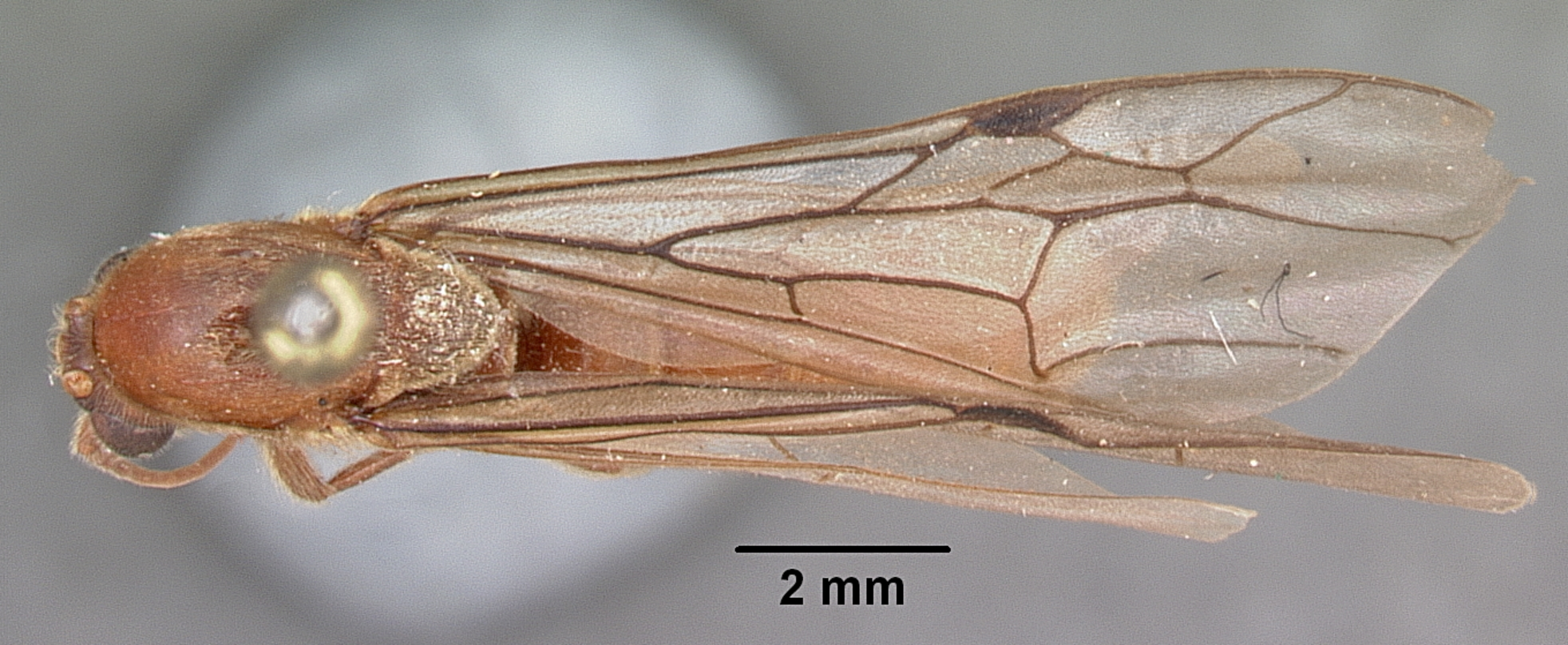